# Polskie piekiełko
Polskie piekiełko lub polskie piekło – popularne polskie określenie dotyczące najbardziej negatywnych cech charakterologicznych i społecznych kojarzących się z Polakami. Brak jest jednego, powszechnego znaczenia tego określenia – najczęściej zależy od kontekstu, w jakim zostało użyte.
Podstawowym utworem literackim nawiązującym do „polskiego piekła”, i poniekąd je definiującym, jest opublikowany w 1926 roku w „Cyruliku Warszawskim” (nr 18 z 1926 roku), wiersz Konstantego Ildefonsa Gałczyńskiego pt. Piekło polskie. Autor poruszał kwestie narodowych przesądów, zawiści i uprzedzeń (Żydzi, masoni), pisząc: a ja nad Piekłem z masonem latałem.
Określenie „polskie piekiełko” ma swoją genezę w dramatycznych kartach historii Polski. Upadek Rzeczypospolitej, rozbiory kraju, brak konsolidacji narodowej w chwilach największej potrzeby – pokazały, że polskie piekiełko może mieć tragiczne skutki.
Polskie piekiełko to:
- synonim zazdrości, zawiści połączonej z ciągłym narzekaniem, apatią, brakiem jakiejkolwiek inicjatywy,
- prywata, działanie poza prawem,
- pojmowanie „patriotyzmu” pod własną korzyść,
- brak zdolności działania „ponad podziałami”, wypracowania ogólnego konsensu, kompromisu,
- nieumiejętność konstruktywnej dyskusji, warcholstwo, kłótliwość.

Powiedzenie „Ilu Polaków, tyle poglądów” w swoim pejoratywnym znaczeniu chyba najtrafniej oddaje sens „polskiego piekiełka”.
Władysław Kopaliński podaje, że wyrażenie polskie piekło spopularyzowane zostało przemówieniem Tadeusza Mazowieckiego, który 31 marca 1990 roku w przemówieniu na posiedzeniu Komitetu Obywatelskiego powiedział: Abyśmy tej zaczynającej się polskiej demokracji nie zamienili w polskie piekło (...) swarów, podgryzań i walk.
Pojęcie „polskie piekło” jako polityczną diagnozę polskich kłótni, swarów podaje również Praktyczny słownik współczesnej polszczyzny wydany w 2000 r.
Zjawisko ma swoje odpowiedniki w innych kulturach, np. „prawo Jante” w literaturze skandynawskiej.
Ibrahim ibn Jakub (965-966) zanotowal następujące spostrzeżenia, dotyczące cech Słowian (a więc i przodków Polaków):

…Na ogół biorąc, to Słowianie są skorzy do zaczepki i gwałtowności i gdyby nie ich niezgoda wywołana mnogością rozwidleń ich gałęzi i podziałów na szczepy, żaden lud nie zdołałby im sprostać w sile.